# Свомп-блюз
Свомп-блюз (swamp blues с англ. — «болотный блюз») — музыкальный жанр, возникший в 1940—1950-х годах на основе луизианского блюза, во многом развивавшегося под влиянием каджун и зайдеко, музыки темнокожих креолов штата. Основными характеристиками свомп-блюза были относительная жизнерадостность, расслабленность, тягучий, замедленный ритм (отсюда название; существуют многочисленные исключения, в частности, Лейзи Лестер, исполнявший музыку высокого темпа).
Центром свомп-блюза считается Батон-Руж, Луизиана. Зарождение и расцвет жанра ассоциируется обычно с двумя именами: коллекционера и радиоведущего Джея Миллера (англ. J. D. «Jay» Miller), работавшего в Кроули, Луизиана, а также Слима Харпо, первого известного исполнителя свомп-блюза, чьи песни записывали, в числе прочих, Rolling Stones и Нил Янг.

## Характеристика
Свомп-блюз имеет непринуждённый, медленный темп, и, как правило, является более ритмичной вариацией луизианского блюза, включая влияния со стороны новоорлеанского блюза, зайдеко, соула и каджунской музыки. Характеризуется простой, но эффективной гитарной работой и находится под сильным влиянием буги, используемыми на записях Джимми Рида и работах Лайтнина Хопкинса и Мадди Уотерса. Звучание свомп-блюза характеризовалось «мрачным эхом, шаффл-битами, тремоло-гитарами, жгучей гармоникой и редкой перкуссией» (eerie echo, shuffle beats, tremolo guitars, searing harmonica and sparse percussion).